# Linia kolejowa nr 100
Linia kolejowa nr 100 Kraków Mydlniki – Kraków Bieżanów – linia kolejowa o długości 19,874 km w Krakowie. Linia drugorzędna o znaczeniu państwowym, w większości dwutorowa, zelektryfikowana, obecnie używana jako linia towarowa omijająca dworzec Kraków Główny (wchodzi w skład kolei obwodowej w Krakowie jako tzw. mała obwodnica).
Linia powstała w latach 40. XX wieku, aby pociągi towarowe kursujące ze Śląska mogły ominąć Dworzec Główny. Prowadzi ona od Stacji Kraków Mydlniki przez Łobzów, Olszę (gdzie istnieje stacja towarowa Kraków Olsza), Wieczystą, Dąbie i Zabłocie do wielkiego węzła kolejowego, ciągnącego się od stacji Kraków Płaszów aż do głowicy rozjazdowej na wysokości stacji Kraków Bieżanów. Pomiędzy nimi znajduje się bardzo duża stacja towarowa Kraków Prokocim Towarowy.
Małą obwodnicę zelektryfikowano w latach 50. Linia połączona jest łącznicą nr 602 z linią nr 8 Warszawa Zachodnia – Kraków Główny. Z kolei ze stacji Kraków Olsza odchodzi linia nr 947 do Elektrociepłowni Łęg (jednotorowa, zelektryfikowana). Niegdyś odchodziła od niej również bocznica do Krakchemii (obecnie rozebrana). Ponadto niegdyś odchodziły od linii nr 100 bocznice do licznych zakładów przemysłowych na Grzegórzkach oraz zakładów mięsnych przy ulicy Rzeźniczej, a kończyły swój bieg w Elektrowni "Dajwór" na Kazimierzu.

## Historia
- 1 stycznia 1942 – Otwarcie linii
- 28 września 1959 – Elektryfikacja odcinka Kraków Mydlniki – Kraków Prokocim Towarowy
- 18 grudnia 1962 – Elektryfikacja odcinka Kraków Prokocim Towarowy – Gaj
- 25 lipca 2006 – Zamknięcie jednego toru
- 1 lutego 2007 – Zamknięcie dla ruchu pasażerskiego
- 2012 - Remont drugiego toru oraz mostu na Wiśle
- 2013 - Otwarcie drugiego toru
- 2017 - nadal: Linia użytkowana jest do ruchu pasażerskiego na czas remontu węzła krakowskiego. Część pociągów dalekobieżnych kursuje małą obwodnicą z pominięciem Dworca Głównego, z postojem jedynie w Płaszowie.

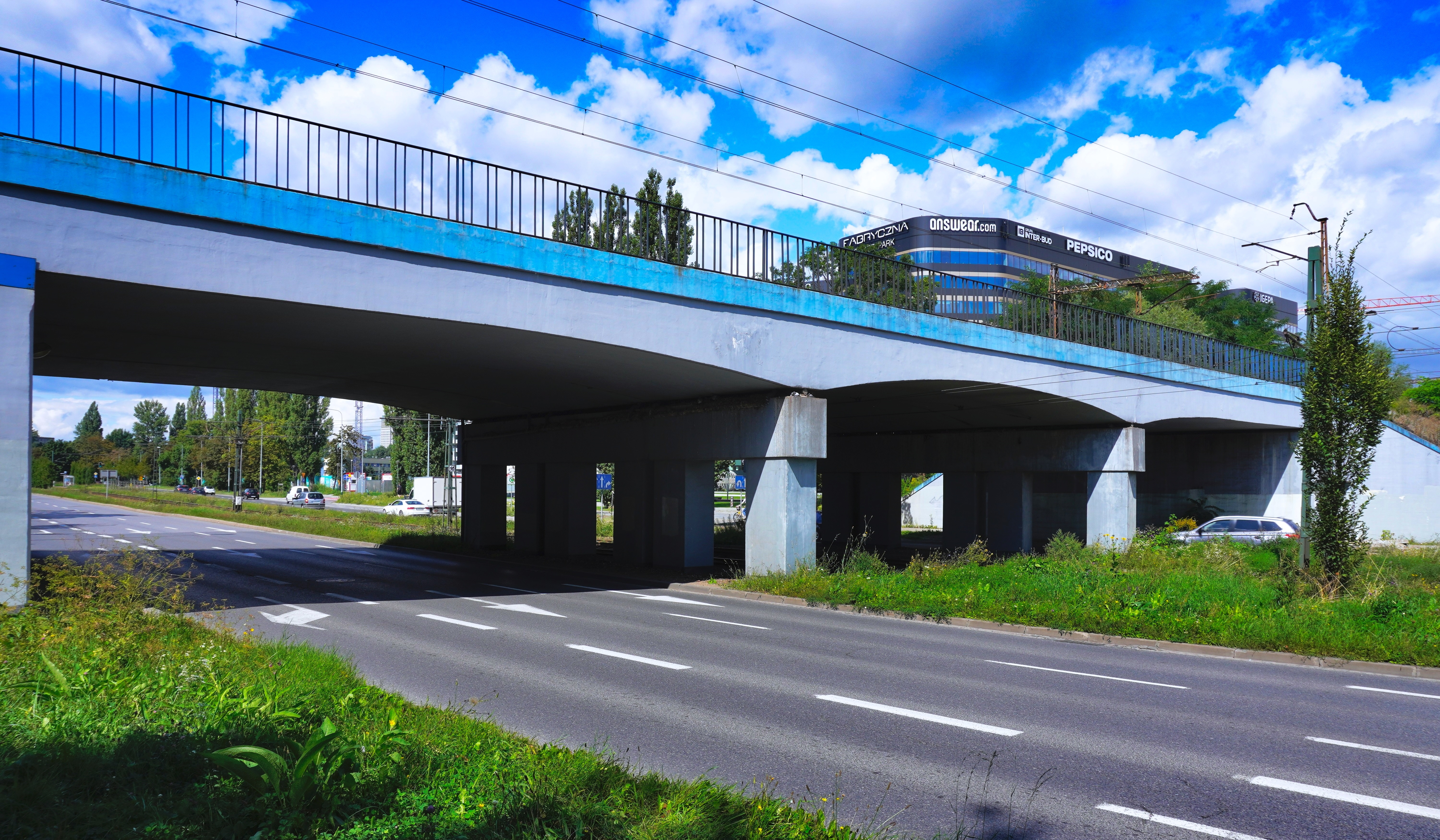
Wiadukt kolejowy w ciągu linii nr 100 nad Aleją Pokoju na Dąbiu
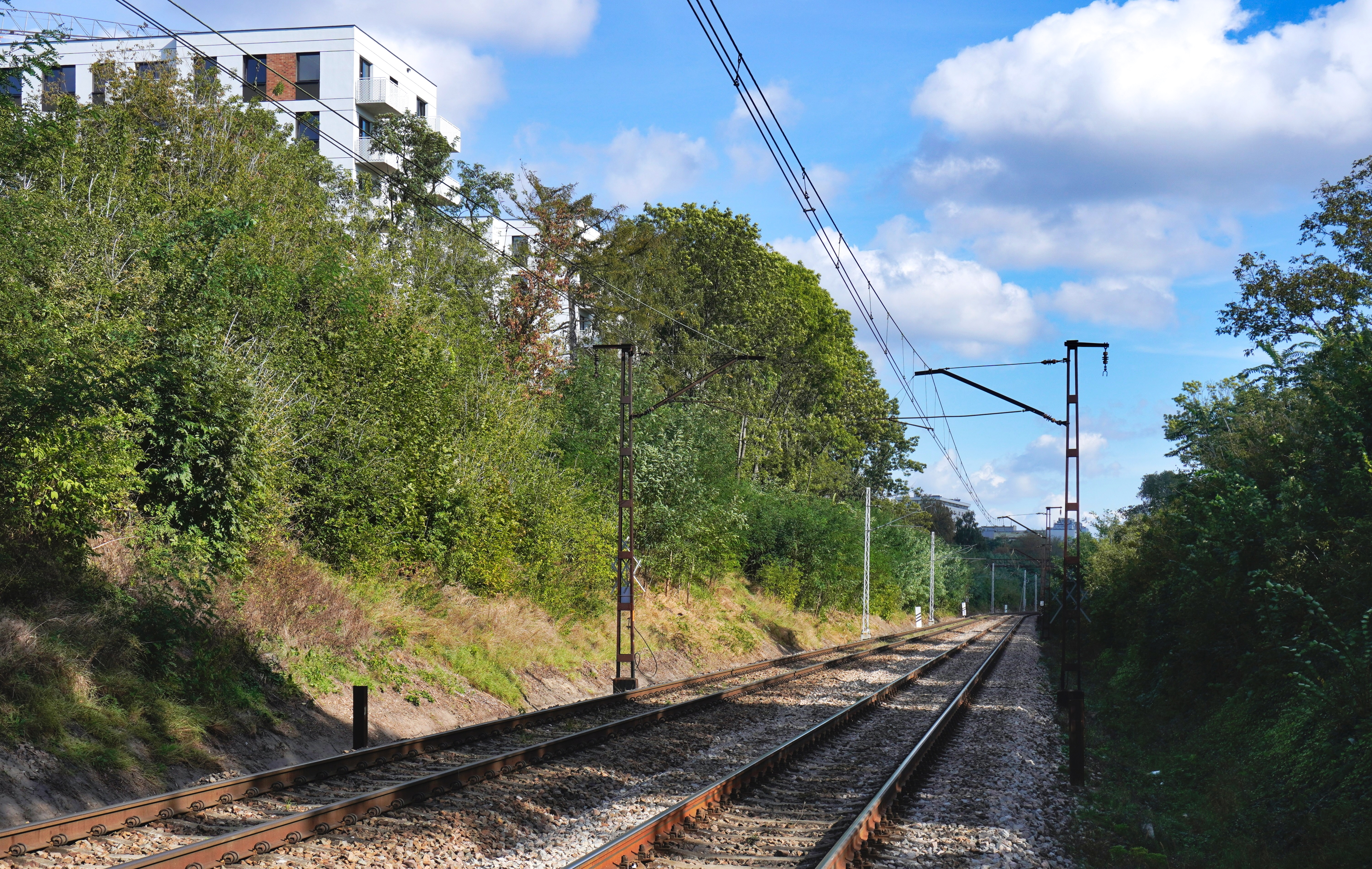
Linia kolejowa w rejonie ulicy Władysława Łokietka, widok na wschód